# Dorian Electra
Dorian Electra, nom de scène de Dorian Electra Fridkin Gomberg, est une personnalité américaine autrice-compositrice et interprète, née le 25 juin 1992 à Houston, Texas, notamment connue pour son esthétique queer et ses chansons mêlant pop expérimentale et autres genres musicaux. Electra a sorti son premier premier album studio, Flamboyant, en 2019, suivi de My Agenda en 2020 puis de Fanfare en 2023.

## Biographie

### Jeunesse
Dorian Electra naît à Houston, au Texas, d'un père agent immobilier et d'une mère artiste. Electra fréquente un lycée Montessori de Houston et y fonde un club de philosophie, avant d'intégrer le Shimer College de Chicago, de 2010 à 2014.

### 2010-2017: Premières vidéos et premiers singles
Electra, alors au lycée, se fait remarquer une première fois sur Internet en publiant en 2010 le clip musical I'm in Love with Friedrich Hayek faisant l'éloge de la pensée de l'économiste autrichien. En 2011, Electra publie deux nouveaux clips traitant d'économie, Roll with the Flow et We Got it 4 Cheap, lesquels ont suscité des réactions de la part de médias politiques américains,.
Electra publie en 2015 le clip Forever Young: A Love Song to Ray Kurzweil, rendant hommage au futurologue Ray Kurzweil,. En 2016, Electra publie Ode to the Clitoris sur la plateforme Refinery29 (en), détaillant l'histoire scientifique du clitoris, de la Grèce antique jusqu'aux modèles 3D. Dans une interview, Electra déclare qu'il s'agissait de « désensibiliser les gens au mot "clitoris" et d'aider à le faire davantage entrer dans la conscience populaire ». Electra crée également une websérie sous son personnage de drag king « Dog Bogman ».
En 2017, Electra publie le single Jackpot sur la plateforme Grindr, une chanson qui « aborde la  fluidité de genre, mais d'une manière plus subtile et moins explicitement éducative ». Plus tard cette même année, Electra apparaît sur le morceau Femmebot de Charli XCX, avec Mykki Blanco, sur la mixtape Pop 2.

### 2018-2022:FlamboyantetMy Agenda

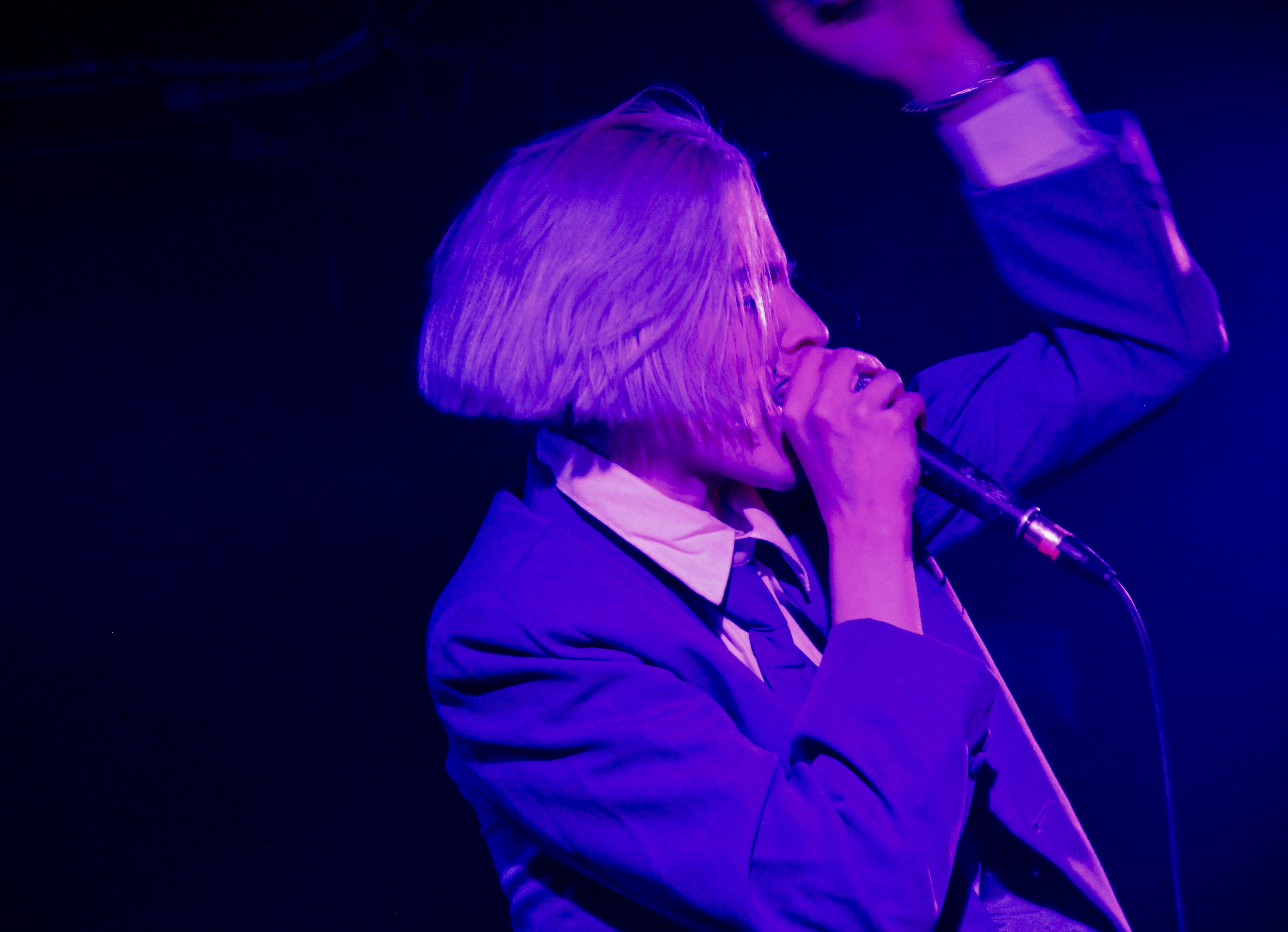
Electra en concert en 2018

En 2019, Electra sort son premier album, Flamboyant, comprenant les titres Career Boy, VIP et Man to Man. Electra débute une tournée la même année, dont le déroulement est perturbé par les restrictions liée à la pandémie de COVID-19.
Le 21 septembre 2020, Electra annonce son deuxième album studio, My Agenda, avec des apparitions de Rebecca Black, Sega Bodega, Pussy Riot, Village People et Dylan Brady du duo 100 Gecs. L'album sort le 16 octobre 2020, et est décrit comme explorant la « crise de la masculinité ». Les clips comportent notamment des visuels parodiant des sous-cultures web conservatrices : théories conspirationnistes d'extrême droite, mâles alpha et incels portant un trilby.

### Depuis 2023:Fanfare
Electra annonce le 19 juillet 2023 la sortie de son troisième album studio, Fanfare, le 6 octobre. Cet album explore les thématiques de la célébrité et du fandom à l'ère des médias sociaux,. Le 13 octobre, Electra annonce une tournée internationale d'octobre 2023 à mars 2024.

## Vie privée
Electra est non-binaire, genderfluid et utilise les pronoms they/them, qui peuvent se traduire par « iel » en français. Electra a un trouble du déficit de l'attention avec ou sans hyperactivité,.

## Discographie

### Albums

#### Albums studios
| Titre      | Détails de l'album |
| ---------- | --- |
| Flamboyant | - Sortie : 17 juillet 2019 - Label : autoproduit - Formats : LP, CD, téléchargement numérique, streaming,             |
| My agenda  | - Sortie : 16 octobre 2020 - Label : autoproduit, Supernature - Formats : LP, CD, téléchargement numérique, streaming |
| Fanfare    | - Sortie : 6 octobre 2023 - Label : autoproduit, Ingrooves - Formats : LP, CD, téléchargement numérique, streaming    |

#### Albums instrumentaux
| Titre                             | Détails de l'album                                                     |
| --------------------------------- | ---------------------------------------------------------------------- |
| Flamboyant Deluxe (Instrumentals) | - Sortie : 1er mai 2020 - Étiquette : autoproduit - Format : Streaming |

### Singles
- 2016 : Clitopia
- 2016 : Mind Body Problem
- 2016 : Vibrator
- 2016 : High Heels
- 2016 : Drag (feat. Imp Queen, Lucy Stoole, Eva Young, The Vixen, & London Jade)
- 2017 : Control (feat. Zuri Marley, Chynna, K Rizz et London Jade)
- 2017 : Jackpot
- 2018 : Career Boy
- 2018 : V.I.P. (feat. K Rizz)
- 2018 : Man to Man
- 2019 : Flamboyant
- 2019 : Daddy Like
- 2020 : Sorry Bro (I Love You)
- 2020 : Gentleman / M'Lady
- 2020 : Edgelord (feat. Rebecca Black)
- 2020 : My Agenda (feat. Village People & Pussy Riot)
- 2023 : Freak Mode
- 2023 : Sodom & Gomorrah
- 2023 : Anon
- 2023 : Puppet
- 2023 : Idolize